# Pascal Lota
Il Pascal Lota è un traghetto di proprietà della compagnia di navigazione italo-francese Corsica Ferries - Sardinia Ferries.

## Caratteristiche
Costruito dalla Fincantieri presso il cantiere navale di Ancona col nome di Superstar, il traghetto è stato varato il 5 ottobre 2007. Appartiene alla generazione dei fast-cruise ferry, navi concepite per il trasporto combinato di passeggeri e autoveicoli al seguito con standard alberghieri paragonabili a quelli delle navi da crociera e velocità di servizio elevate. 
Tra i servizi a bordo sono infatti compresi due ristoranti (uno à la carte e un self-service), bar all'aperto, piscina, area giochi per bambini e videogames, negozio duty-free e solarium esterno.

Le sistemazioni passeggeri originali prevedevano 176 cabine, per una capacità complessiva di 2.080 passeggeri. Elevata anche la capacità di trasporto veicoli, pari a 112 automobili (su un apposito car deck) e 1.930 metri lineari di carico rotabile disponibili su tre ponti. Dopo l'acquisto di Corsica Ferries - Sardinia Ferries, nello stabilimento Fincantieri, vennero costruite nuove cabine, 18 per l'equipaggio e 121 per i passeggeri; le cabine passeggeri salirono così a 297. Vennero inoltre costruite due scale mobili, una rampa di accesso per i passeggeri e la totale riverniciatura con i colori della compagnia.

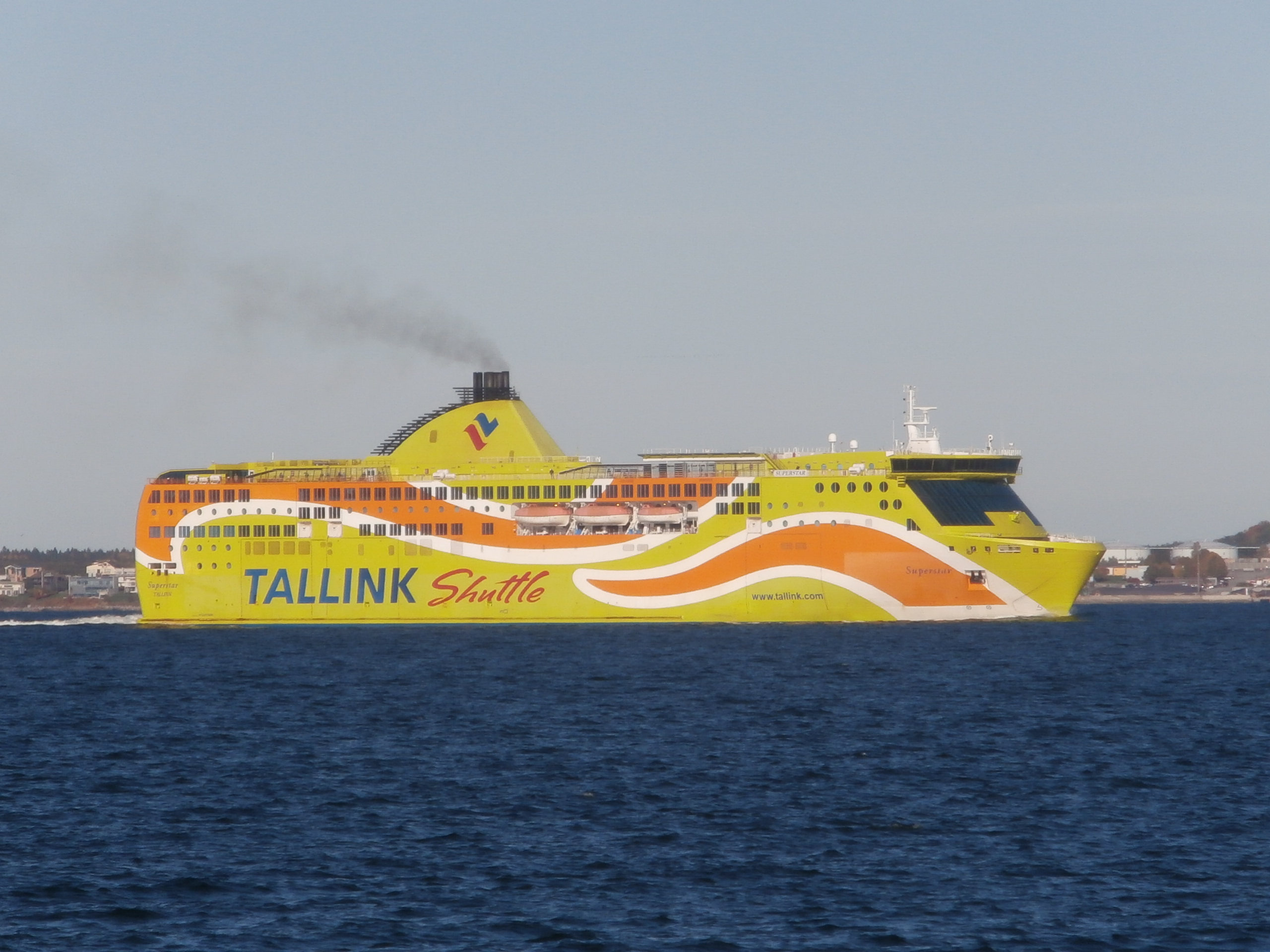
Superstar in servizio per Tallink nel 2013.

La propulsione è affidata a quattro motori diesel Wärtsilä 12V46C da 12.600 kW ciascuno, per una potenza complessiva pari a 50.400 kW; per le manovre in porto sono presenti due ulteriori bow thruster da 1.500 kW ciascuno. La velocità massima raggiungibile è pari a 28 nodi.
Rispetto alle altre unità gemelle, la nave differisce per alcuni particolari estetici, come il fumaiolo costruito in direzione opposta.

## Servizio
Il Superstar è stato consegnato alla compagnia di navigazione estone Tallink l'8 aprile 2008, entrando in servizio due settimane più tardi sul collegamento tra Helsinki e Tallinn. Nell'ottobre 2015 la nave venne acquistata dalla compagnia italofrancese Corsica Ferries - Sardinia Ferries, con consegna prevista nel 2017. 
Nel gennaio 2017 la nave ha lasciato il mar Baltico e ha raggiunto lo stabilimento Fincantieri della Spezia, dove è stata sottoposta a lavori di adeguamento degli ambienti interni, che hanno visto l'aggiunta di sistemazioni in cabina per consentire un utilizzo più agevole della nave su tratte di durata maggiore. I vari lavori sono stati eseguiti tra fine febbraio e fine maggio 2017. 
Inizialmente destinato a ricevere il nome Mega Express Six, il traghetto fu ribattezzato Pascal Lota, in memoria dell'omonimo fondatore della compagnia scomparso nel gennaio 2016. Entrò in servizio il 1º giugno 2017 sulla tratta Livorno-Golfo Aranci poi nei giorni dopo sulle rotte dal continente per la Corsica.
A partire dall'8 al 31 dicembre 2022 il traghetto è stato noleggiato alla Terminal Automobile Services per il trasporto di automobili di nuova produzione tra Fos-sur-Mer e Le Havre.
Il traghetto è visibile in alcune scene del film Le ladre, sia nel porto di Bastia che nella ripresa dall'alto durante la navigazione.

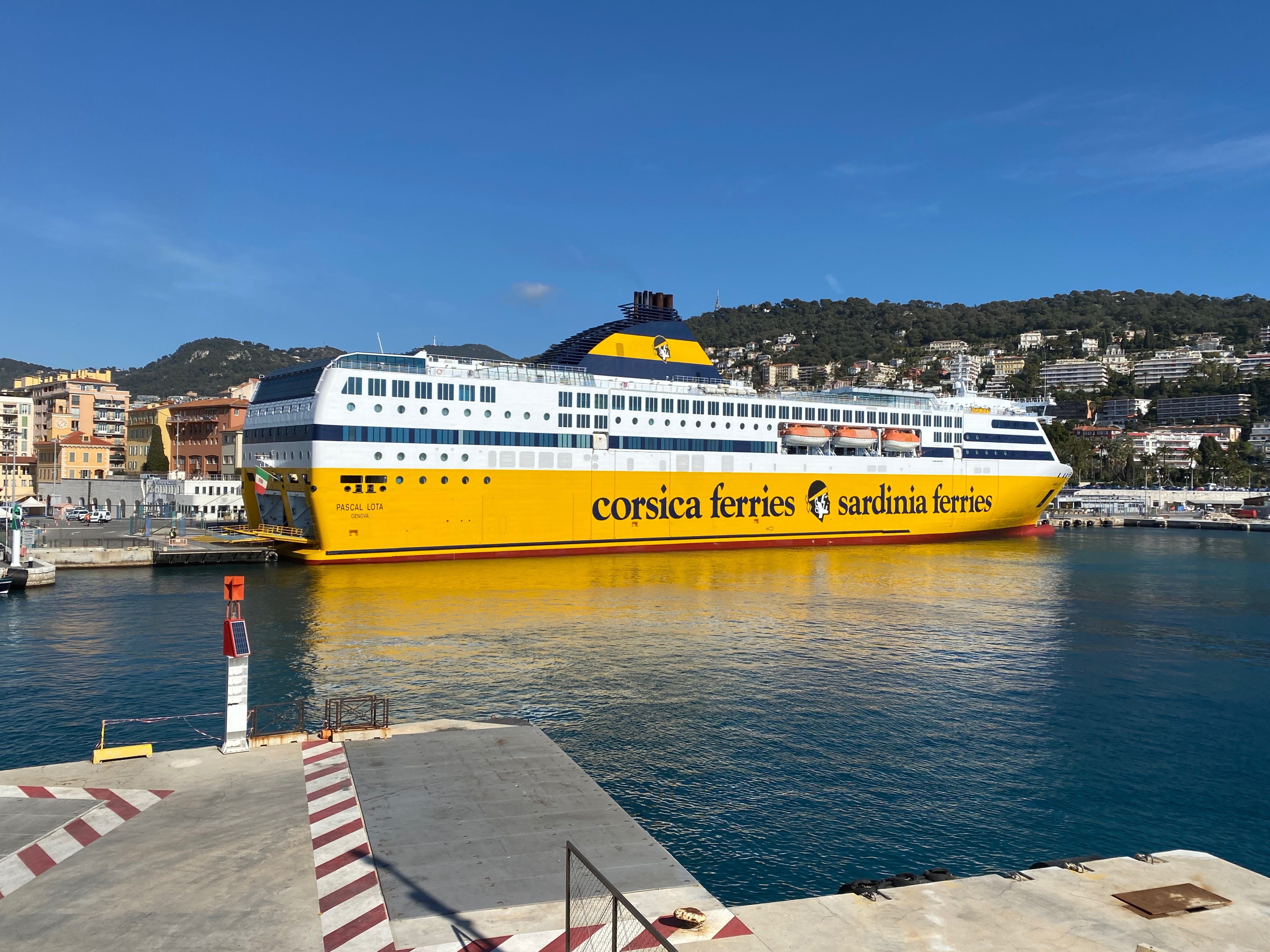
Pascal Lota nel porto di Nizza a Febbraio 2020.

La nave opera tra i porti di Livorno, Genova, Golfo Aranci, Bastia, Nizza, Tolone e Isola Rossa.

## Navi gemelle
- Moby Aki
- Moby Wonder
- Finlandia (già Moby Freedom[6])